# Albrecht Bučovický z Boskovic
Albrecht Bučovický z Boskovic byl moravský šlechtic pocházející z rodu pánů z Boskovic.

## Život

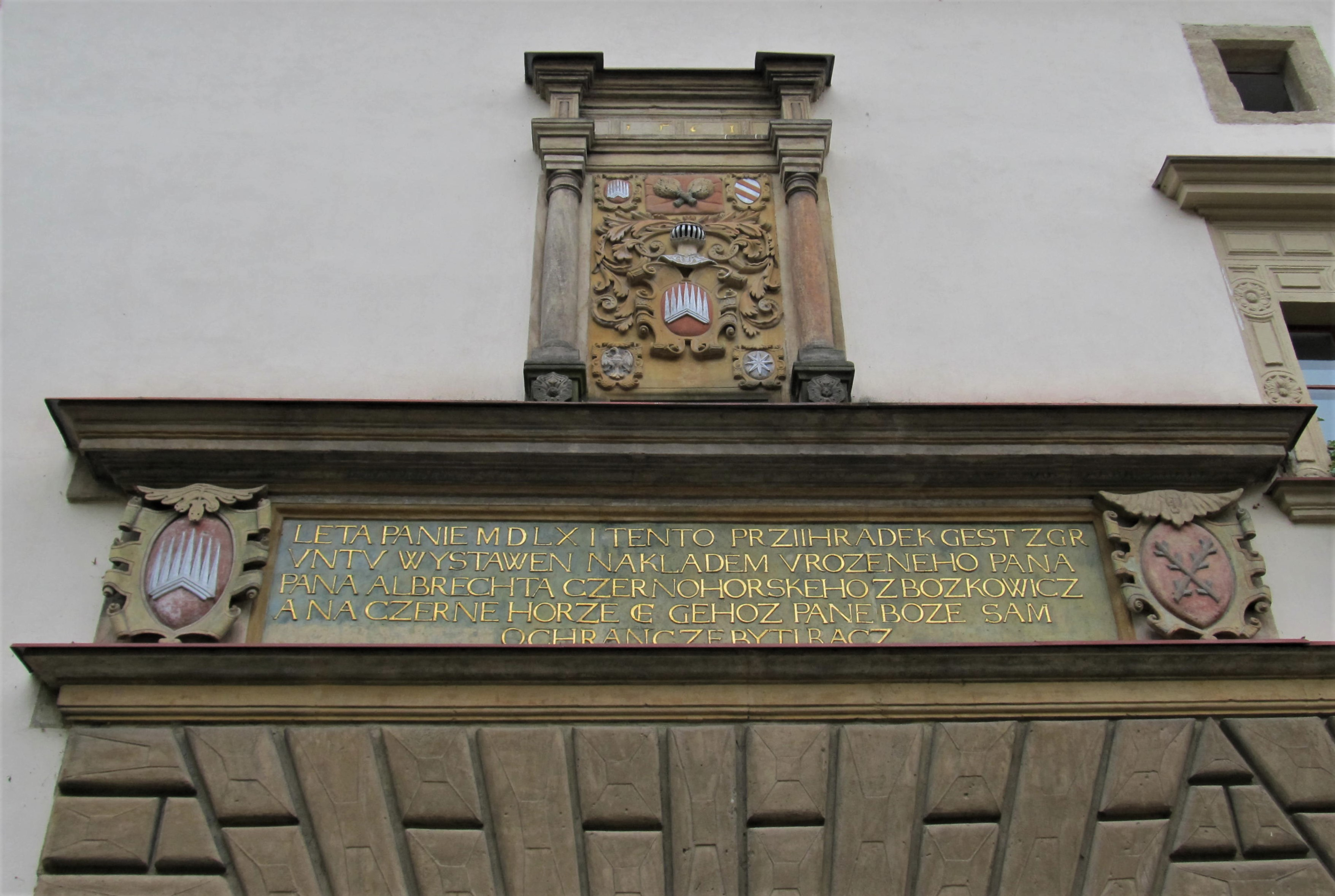
Erb Albrechta z Boskovic s českým nápisem na paměť dokončení přístavby předhradí na zámku v Černé Hoře (1561)

Jeho otcem byl Václav Bučovický z Boskovic. První písemná zmínka o Albrechtovi pochází z roku 1554. V roce 1558 zastupoval moravského hejtmana Zdeňka z Valdštejna na sněmu. Téhož roku koupil Ždánice a v roce 1559 Veveří s Veverskou Bítýškou. Roku 1560 mu odkázal jeho příbuzný Jan Jetřich z Boskovic panství Úsov a Litovel. V roce 1562 Albrecht koupil Nový hrad, který předtím dával moravský markrabě pouze do zástavy. Též získal Račice a další majetek na Moravě, který postupně rozšiřoval.
V roce 1562 se Albrecht stal zemským podkomořím, v roce 1564 nejvyšším zemským sudím na Moravě a 1567 nejvyšším komorníkem. Tuto svoji funkci zastával až do své smrti. Jeho oblíbeným sídlem byl zámek v Černé Hoře, u kterého nechal vybudovat předhradí. Zemřel bezdětný 7. srpna 1572. Své rozlehlé statky odkázal svému bratru Janu Šemberovi s tím, že pokud nebude mít mužské potomky, tak má majetek připadnout dalším mužským potomkům rodu z Boskovic.